# Demografia da Tailândia
A demografia da Tailândia varia de acordo com os métodos de origem e de recolha de dados. A Tailândia é um país do Sudeste asiático, com capital em Bangkok. Estima-se que o país tenha entre 67 e 68 milhões de habitantes, o que faz deste o quarto país mais populoso do Sudeste asiático, superado em população pela Indonésia, Filipinas e Vietnã. Em nível global, a Tailândia é a 21ª nação mais populosa do mundo.
Os seguintes dados demográficos podem ser atingidos:
- 65 729 098 habitantes (de acordo com a Secretaria do Departamento de Justiça em 31 de dezembro de 2015).[1]
- 65 926 261 habitantes (de acordo com o Instituto Nacional de Estatística em 1 de Setembro de 2010).[2]
- 67 959 000 habitantes (população estimada em 2015 pela Organização das Nações Unidas).[3]
- 67 976 405 pessoas (população estimada a partir de julho de 2015 pelo Serviço Federal de Inteligência).[4]
- Nota: Os dados apresentados acima se constituem pelos cidadãos tailandeses que vivem no país, pessoas que saem do país temporariamente e estrangeiros com tempo de permanência no país superior a três meses.

O Instituto Nacional de Estatística, que realiza o censo habitacional a cada 10 anos com base nas recomendações das Nações Unidas. Do total de 65 479 453 habitantes registrados pelo censo nacional de 2010, 33,4 milhões de pessoas (51%) são mulheres e 32,1 milhões (49%) são homens, o que representa uma proporção de 96,2 de homens para cada 100 mulheres. Ainda de acordo com o censo, 62,3 milhões dos habitantes são cidadãos tailandeses (95,1%) e 3,2 milhões são estrangeiros (4,9%).
Conforme dados das Nações Unidas, a Tailândia é o terceiro país na Ásia onde o envelhecimento da população está aumentando rapidamente, perdendo apenas para o Japão e a Coreia do Sul. A proporção esperada da população em idade ativa (15-64 anos), atingiu o seu pico no ano de 2013, quando o país registrou 72% de sua população nesta idade segmentária. Estima-se que antes de 2050, mais de 60% da população será composta por pessoas em idade ativa, assim como a população de idosos (mais de 65 anos) que foi de 8,9% em 2010, aumentará para 19,5% do total da população no ano de 2030.

## Religiões
O Budismo Teravada é a religião oficial da Tailândia. 93,6% da população é budista, 4,9% são muçulmanos, 1,2% cristã e 0,2% são seguidores de outras religiões. 0,1% não têm religião.

### Línguas
O idioma oficial da Tailândia é o tailandês. O país é dominado por línguas da família kradai. Línguas karen são faladas ao longo da fronteira com a Birmânia, e o khmer é falado perto da região fronteiriça com o Camboja (e, anteriormente, ao longo da região central da Tailândia). O malaio também é pouco falado perto da Malásia.
As tribos tailandesas falam numerosas pequenas línguas, e muitos chineses residentes no país retêm variantes do mandarim. Há meia dúzia de línguas de sinais. O Ethnologue relata 73 línguas vivas que são utilizadas na Tailândia.